# 金晓峰 (1968年)
金晓峰（1968年—），男，中国电子学家，浙江大学教授。主要研究方向为新型射频技术、微波光子技术、新型传感与探测。

## 生平
1990年本科毕业于华中科技大学光电子系、1993年硕士毕业于中国舰船研究院水声电子专业、1996年博士毕业于浙江大学测试计量技术及仪器专业。